# Lenyra ashtaroth
Lenyra ashtaroth är en fjärilsart som beskrevs av John Obadiah Westwood 1848. Lenyra ashtaroth ingår i släktet Lenyra och familjen glasvingar. Inga underarter finns listade i Catalogue of Life.